# The Art Spirit
The Art Spirit ist ein gemeinsames Album von Michael Bisio, Kirk Knuffke und Fred Lonberg-Holm. Die 2020 entstandenen Aufnahmen erschienen 2021 bei ESP-Disk.

## Hintergrund
The Art Spirit wurde nach dem Album Requiem for a New York Slice (Iluso Records, 2019) das der Bassist Michael Bisio mit dem Kornettisten Kirk Knuffke und dem Cellisten Fred Lonberg-Holm eingespielt hatte. Allerdings wurde The Art Spirit ein paar Wochen vor Requiem for a New York Slice aufgenommen und folgte auf ein Album von Bisio mit Knuffke, Row for William O. (Relative Pitch Records, 2016). Von den acht Stücken von The Art Spirit wurden drei von Bisio komponiert, während das restliche Material in der gemeinsamen Improvisation entstand.
Die Musik von The Art Spirit ist von Robert Henri (1865–1929) inspiriert, dem amerikanischen Künstler des frühen 20. Jahrhunderts, der eine Bewegung namens Ashcan School anführte. Henris Haltung gegenüber den Standards der relativ konservativen National Academy of Design könnte mit der Spaltung im Jazz zwischen Traditionalisten und freien Improvisatoren verglichen werden, notierte Mike Shanley.

## Titelliste
- Michael Bisio, Kirk Knuffke, Fred Lonberg-Holm: The Art Spirit

1. Not a Souvenir of Yesterday
2. Mr. Henri
3. Both Keys Belong to You
4. Use Them
5. Orange Moon Yellow Field
6. Things Hum
7. Like Your Work As Much As
8. A Dog Likes to Gnaw a Bone

Die Kompositionen stammen von Michael Bisio, Kirk Knuffke und Fred Lonberg-Holm.

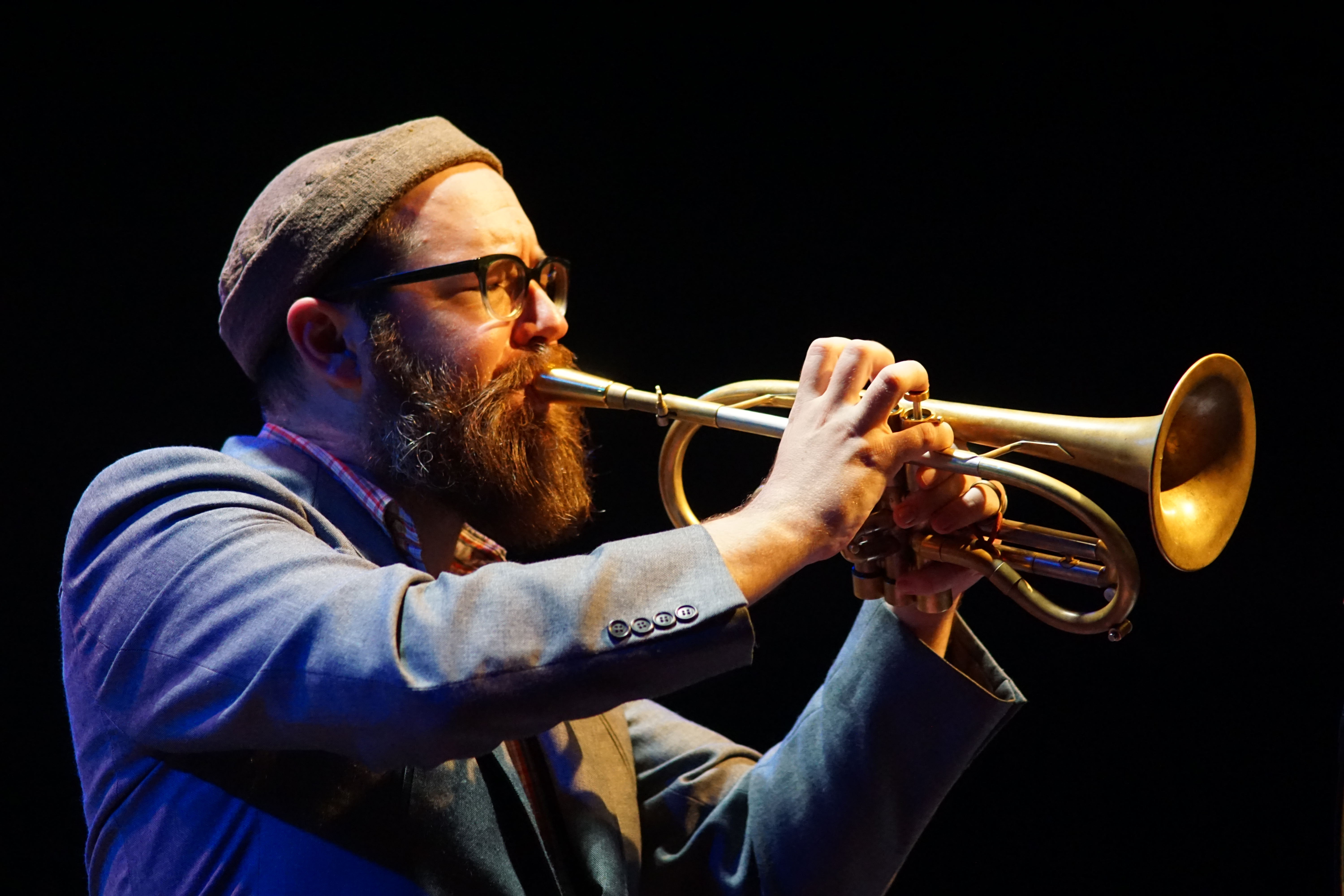
Kirk Knuffke (2016)

## Rezeption
Mark Corroto, der das Album in All About Jazz besprach, meinte, wer Bisios Arbeit mit Matthew Shipp, Knuffke mit Matt Wilson oder Lonberg-Holm mit Peter Brötzmann kenne, würde das entgegenkommende Temperament jedes Einzelnen erkennen. Das beste Beispiel ist vielleicht der längste Track, das improvisierte „Both Keys Belong to You“, die Bisios Pizzicato-Bass mit Lonberg-Holms gesprengtem Cello und Knuffkes gut platzierten Kornett-Melodien kombiniere. Vieles von der Musik klinge so, „als ob sich unsere drei Reisenden einem Eingang nähern und jeder sagt: ‚Nach dir‘, ‚Nein, nach dir‘ und ‚Ich bestehe darauf, nach dir‘“. Zu den Highlights zählten „Use Them“, das mit dem klagenden Schrei von Knuffkes Kornett beginnt, bevor ein Ansturm von gezupften und gestrichenen Tönen beginnt, und „Like Your Work As Much As“ und „A Dog Likes to Gnaw a Bone“, beide beginnen mit einem flüssigen Groove, bevor Lonberg-Holm Elektronik einsetzte, um sein Cello zu erweitern.
Mike Shanley schrieb in JazzTimes, es gebe Momente in Stücken wie „Like Your Work As Much As“, in denen die Geschlossenheit des Trios so klingt, als würden sie nach einer Partitur arbeiten, anstatt sie auf der Stelle zu erschaffen. In vielen Stücken würde Bisio fest und schnell im Hintergrund zupfen und lasse seine Kameraden Amok laufen. Aber in „Use Them“ und Bisios „Things Hum“ beweise Lonberg-Holm, dass seine zarte Seite ebenso viel Autorität besitze wie seine Vorliebe für frei aufsteigende Läufe mit dem Bogen. Ob seine von Robert Henri abgeleitete Inspiration in der Musik zum Ausdruck komme oder nicht, The Art Spirit verkörpere ein Element, das in der freien Improvisation oft übersehen wird: Lebensfreude.